# Nepals flag
Nepals flag er det eneste nationalflag, der ikke er firkantet (kvadratisk eller rektangulært). Det er opbygget af to separate vimpler, der tilhørte rivaliserende grupper af Rana-dynastiet, der tidligere regerede landet. I forbindelse med at landet fik sin forfatning i 1962 blev det besluttet at bruge de to sammensatte vimpler som nationalflag.
Symbolerne i flaget, der tidligere havde ansigtstræk, har ifølge traditonen betydet som følger:
- Månen foroven repræsenterer kongehuset
- Solen forneden repræsenterer den gren af Rana-dynastiet, der leverede premierministrene indtil forfatningens indgåelse

Den nutidige udlægning går på håbet om, at Nepal vil bestå lige så længe som solen og månen.
- Wikimedia Commons har flere filer relateret til Nepals flag

| Flag | Spire Denne artikel om flag eller vexillologi er en spire som bør udbygges. Du er velkommen til at hjælpe Wikipedia ved at udvide den. |